# フットンダ
『フットンダ』は、2009年4月1日から2014年3月25日まで中京テレビ制作・日本テレビ系列で放送された深夜のバラエティ番組である。
駄洒落を主体にしており、タイトルの由来は古典的な駄洒落のひとつである「布団が吹っ飛んだ」。

## 内容
本番組は、番組冒頭のナレーションで「真夜中の笑点」と称している。
タカアンドトシと5〜6人のゲスト回答者（番組内では回答者を「モジリスト」と呼ぶ）が中央に布団の模型が置かれたテーブルを囲み、天の声（ナレーター：阪井あかね）が発表するお題の言葉・フレーズをモジった回答またはお題をイジった回答をフリップに書き、大喜利の要領で発表。
まあまあ面白ければ、笑い声と共に布団が盛り上がる (この状態は、関係者の間では「ぷくぷく」と呼ばれているという) 。そして最も面白い・くだらない回答が披露された瞬間、布団が飛び上がり「フットンダ」達成となる。なお、布団の操作は番組の総合演出が空気を読みながら判断しているとのこと。「フットンダ」達成、または時間切れ・「フットばず」の場合次のお題に移る。2012年5月30日以降は、制限時間内なら面白ければ何度も布団をとばすことが可能になった。
全員で協力して回答するお題は話し合いでアンカーを決めてから、時計回りに1人ずつ発表。最後の1人が回答を出し終えた所で、フットンダか否かの判定を仰ぐ。
番組の最後にその回で「フットンダ」を達成させた回答の中から「今日のベストモジり」(2011年4月以降は「今日のベスト回答」) を1作品、回答者の協議で選出し、エンディングクレジットの後、タカアンドトシが「ではみなさん、お疲れさまでした」と挨拶して締めくくられる。のちに「今日のベスト回答」は廃止され、フリートークで締めくくられるようになった。
2011年3月3日付未明（制作局および同時ネット局）放送分は通算100回記念として、モジり以外の新お題「イジッテQ」「イメージ翻訳」をスタート。また、時間切れ・「フットばず」の場合、ペナルティとして青汁のソーダ割り『吐きソーダ』を回答者全員、コップ1杯分飲むルールも追加された。（一部のお題のみ、後に廃止）
2011年4月の放送分から番組リニューアル。オープニングとセットを変更し、観客席を導入。また前述の「イジッテQ」をはじめとしたイジりのお題が本格的に開始された。
2013年から東京都渋谷区にあるヨシモト∞ホールでワイルドカード決定戦が不定期に開催され、勝ち上がった出演者が登場する回では、その模様が番組冒頭にてダイジェストで流される。
2014年3月25日をもってレギュラー放送は終了したが、特別番組『日本で一番早いお笑いバトル!フットンダ王決定戦20○○』として元旦（2015年は2:30 - 5:30、2016年と2017年は2:00 - 5:30、2018年から2020年は2:00 - 5:50、2021年以降は2:00 - 6:20）に放送されている。

## 出演者

### レギュラー
- タカアンドトシ

### 常連モジリスト
- 桂三度（前芸名：世界のナベアツ、元ジャリズム・吉本興業所属の桂一門）- 通称「モジりのエース」。両手の人差し指を合わせたV字の「両手ピース」という番組限定のギャグが存在する。2013年5月15日放送回で100フットンダを達成した。ワイルドカード決定戦ではMCを担当[tw 2]。
- 川島明（麒麟）- 隔週レギュラー[tw 3]。絵のうまさから、通称「鳥山じゃない明」。2013年2月5日放送回で100フットンダを達成した。ワイルドカード決定戦ではMCを担当[tw 2]。
- レッド吉田（TIM）- 通称「フットンダのお兄ちゃん」。
- 板倉俊之（インパルス）- 通称「ミスターフットンダ」。2013年12月28日によしもと幕張イオンモール劇場にて開催したワイルドカード決定戦ではMCを担当。
- 小杉竜一（ブラックマヨネーズ）- 通称「ミスターDVD」。「全体 止まれ 1・2」をモジるお題で「延滞してた DVD」というモジりを繰り出し、その回のベストモジりを受賞。以後、出演するたびにタカトシから「伝説のモジり」として触れられることが恒例となっており、後述のDVDにも収録されている。
- 伊達みきお（サンドウィッチマン）- 象を使ったモジりを多用することから、通称「平成の象使い」。
- ゴリ（ガレッジセール）
- 春日俊彰（オードリー）- 通称「正統派」。普段の春日のネタなどで見せるキャラクターと反して、安定したモジリを発表している。
- 若林正恭（オードリー）- 通称「モジり少年」。
- 村上健志（フルーツポンチ）- 通称「村上ワールド」。
- 亘健太郎（フルーツポンチ）
- いとうあさこ - 初出演時のゆるキャラモジりにおいて、番組史上最短時間でのフットンダを達成し、以後出演頻度が上がっている。
- 笑い飯 - 2010年1月現在でスペシャルを含め5回出演している。西田幸治は通称「笑い飯の笑い担当」。
- 博多華丸・大吉 - 華丸は酒関連のモジリを出すことが多い。
- 吉田サラダ（ものいい）- 通称「塩使い」。
- 横山きよし（ものいい）- 通称「印象 (薄い) 派」。
- ウド鈴木（キャイ〜ン）- 初出演時、すべてのお題でフットンダを達成。通称「レオナウド・ダ・ヴィンチ」。
- 川田広樹（ガレッジセール） - 2回目の登場時、すべてのお題でフットンダを達成。(ウド鈴木以来2人目)

## お題（コーナー）
☆は後述の携帯電話サイト専用コンテンツ『イジり列伝』に対応したお題。

### モジり
名作映画モジり☆
- 邦画・洋画のタイトルをモジった作品を、煽り文句を付け加えて発表する。番組ナレーターの阪井がナレーションを手掛ける映画からの出題が多い。

ものまねモジり☆
- 有名なものまねのフレーズに、なにか一言付け加えてモジる。

名曲モジり
- ヒット曲のサビ1フレーズをモジる。
- このお題は、全員で協力して音楽に合わせて歌いながら発表。
  - 2012年6月6日放送から、このお題には新企画「重いフトン」が適用される。模型の掛け布団が銀色のものに交換され、通常のフトンよりも大きく重厚感があるゆえに飛びにくいため、より高度なモジりが必要とされる。

- 年明けの生特番では必ず1回はお題として出題され、その楽曲を歌う歌手本人がたびたび登場する。

注文モジり
- 料理の品名をモジった作品を、「ご注文を繰り返します!」と言ってから発表。

雰囲気韓国語モジり
- 韓国語で質問する天の声に対して、あたかも韓国語に聞こえるような日本語の文章で答える。
- このお題は、全員で協力して発表。

ゆるキャラモジり☆
- 毎回お題を1つ指定（例：警察、郵便局、サッカー、千葉県etc.）される。都道府県ならその名産品・地理・出身有名人等、スポーツや組織であればそれに関連するものをモジったキャラクターをイラスト付きで発表する。
- このお題でタカは、なぜかマッチョなイラストを付けたキャラクターを発表することが多い。なお、この筋肉ゆるキャラ集を『S-1バトル』に出したところ2010年1月のチャンピオンとなり、1000万円を獲得。この賞金で『イジり列伝』で採用された視聴者に筋肉ゆるキャラ消しゴムを贈呈している。
- 『イジり列伝』では携帯電話のカメラで撮影した手描きのカラーイラストをアップロードして回答する。

イメチェンモジり☆
- 有名人の名前をモジって、その人がどんな風にイメチェンしたかを答える。
- このお題は全員で協力して発表する場合と、自由に何度でも発表できる場合があり、回によって異なる。

リクエストモジり
- 視聴者から寄せられたお題に答える。
- 紹介される視聴者のペンネームは、有名人の名前のモジりになっていることが多い。
- このお題は、当初は全員で協力して発表していたが、のちに自由に何度でも発表できる方式に変更されている。

英語をモジらナイト
- 『英語でしゃべらナイト』のもじり。「What time is it now?→掘った芋いじるな」の要領（実際の英語的発音を空耳っぽくモジる）で英会話講座の典型的なフレーズをモジり、「(Hi,○○．)Repeat after me.」のナレーションを合図に披露する。

名作アニメ オープニングモジり
- 名作アニメのオープニングをモジってイラストとともに発表する。

### イジり
イジッテQ☆
- アンケートの結果を表した円グラフを用いて、空欄になっている質問部分をイジる。

イメージ翻訳→ムービー翻訳
- 動物の鳴き声を聞いて、この動物は何を言いたいのかを想像で答える。

モジ足し☆
- 街で見かける貼り紙や看板に一言加えてイジる。

名言リレー
- 名言の最初と最後の一文だけを残し、その間に入る文章を考える。

おみくじプラス
- 小吉及び中吉が書かれているおみくじの大吉の部分をイジる。

ワケありイジリ
- 物件の間取り図に書き足して、どのようなワケあり物件かを答える。

これも禁止されています☆
- 公共施設などの禁止事項3項目に、更に1項目を付け加える。
- 『イジり列伝』では携帯電話のカメラで撮影した手描きのカラーイラストをアップロードして回答する。

こんな時に撮影されました
- 誰もが知っている偉人の写真にイラストを足して「どんな時に撮影されたか」を回答する。

特集イジリ
- 日本で刊行・発売されている専門誌の、架空の特集記事を考える。
- このお題では、しょっちゅうシリーズ化（あるいはパターン化）されるネタが多い。

ハリウッドリメイクイジり☆
- 日本の有名な童話やドラマがハリウッドで大ヒットするようにリメイクする。
- 『イジり列伝』では携帯電話のカメラで撮影した手描きのカラーイラストをアップロードして回答。

イジッ手順
- 3コマのイラスト付きの手順に、イラストを付け加えて全く別の手順に変える。
- 逆さまにしたり、挿絵に手を加えたりしても良い。ただし、稀に出る本来の（お題の）内容から逸脱するものに関しては、あまり評価されない場合がある。
- 「文字を入れてはいけない」とはルールには明記されていない（※努力目標の扱い）ので、吹き出しのようなものを入れても良い。
- 2012年6月6日放送の「重量挙げの手順」で、タカが挿絵をガチャガチャの商品に見立てたモジりをして以降、このお題でのタカのガチャガチャネタがお約束になった。

予告イジり
- 映画の予告CMでよく見かける「客の感想」を勝手に考え、その映画を必ず見たくなるような予告を作る。

付け足し求人広告
- 街でよく見かける求人広告に一言付け加えてイジる。

アイドルの掟
- 実在のアイドルの知られざる掟を考案する。

このあと!テロップ
- 国内・海外のとある場所の映像に、テレビでCMの前に表示される「このあと…」のテロップを入れてイジる。
- 公開直後または封切り直前の映画の1シーンから出題される場合がある。以下はその一例。
  - 2012年1月1日放送で西岸良平原作の3D対応の映画『ALWAYS 三丁目の夕日'64』で出演中の堀北真希からのメッセージの後、映画の1シーンから出題した。
  - 2013年1月1日放送で映画『きいろいゾウ』で出演中の宮崎あおい・向井理・濱田龍臣からのメッセージの後、映画の1シーンから出題した。
  - 2013年6月18日放送で3D対応の映画『G.I.ジョー バック2リベンジ』出演のイ・ビョンホンからのメッセージの後、映画の1シーンから出題した。
  - 2013年7月16日放送に出演したサンドウィッチマンがゲスト声優を務めたやなせたかし原作のアニメ映画『それいけ!アンパンマン とばせ! 希望のハンカチ』の1シーンから出題した。
  - 2013年8月13日放送で3D対応の映画『パシフィック・リム』の1シーンから出題した。
  - 2013年8月27日放送で鈴木光司原作のリングシリーズ最新作で3D映画『貞子3D2』の1シーンから出題した。
  - 2014年1月1日（FBSテレビを除く全国27局ネット）・1月2日（FBSテレビ）放送でモンキー・パンチ・青山剛昌原作のアニメ映画『ルパン三世VS名探偵コナン THE MOVIE』でゲスト声優を務めた夏菜と着ぐるみの江戸川コナン、映画『REDリターンズ』に出演するイ・ビョンホンからのメッセージの後、それぞれの映画の1シーンから出題した。
  - 2016年1月1日（FBSテレビを除く全国28局ネット）・1月2日（FBSテレビ）放送で映画『さらば あぶない刑事』（Bブロック）と映画『人生の約束』（Cブロック）と3D映画『ザ・ウォーク』（Eブロック）と映画『クリード チャンプを継ぐ男』（決勝）の1シーンから出題した。
  - 2017年1月1日放送で和久井健原作の映画『新宿スワンII』（Aブロック）の綾野剛、映画『キセキ -あの日のソビト-』（Cブロック）の松坂桃李と菅田将暉からのメッセージの後、それぞれの映画の1シーンから出題した。また、百田尚樹原作の映画『海賊とよばれた男』（Eブロック）の1シーンからも出題した。
  - 2020年1月1日放送で福本伸行原作の映画『カイジ ファイナルゲーム』（Bブロック）で出演中の藤原竜也、福士蒼汰、吉田鋼太郎からのメッセージの後、映画の1シーンから出題した。
  - 2021年1月1日放送で映画『新解釈・三国志』（Cブロック）で出演中の大泉洋（TEAM NACS）からのメッセージの後、映画の1シーンから出題した。
  - 2022年1月1日放送で映画『あなたの番です 劇場版』（Dブロック）で出演中の田中圭と原田知世からのメッセージの後、映画の1シーンから出題した。
  - 2023年1月1日放送でイベント『BreakingDown』（Aブロック）の主催者である朝倉未来からのメッセージの後、イベントの1シーンから出題した。

プラス説明
- 広告の下側についている補足説明をイジって余計な説明をつけ加える。

擬音コミック
- 漫画の擬音に絵を描き足してまったく別のコミックを作る。「イジッ手順」と同じ3コマ構成。

くらべるボード
- 子供に大人気の書籍「くらべる図鑑」に新たなものを描き加えて、より面白い図鑑を完成させる。

ミラクルインタビュー
- 実際のインタビュー映像を流し、その質問部分をイジって奇跡的なインタビューを完成させる。

オプションプラス
- ある商品やサービスのオプション4項目のうち1項目を選び、追加金額の1万円でさらにプラスされるサービスを考える。選んだ1項目に赤ペン（赤色の白板マーカー）で丸をつけて回答する。

こんな特典映像がついてます
- 実在のDVDの販売枚数がもっと増えそうな、新しい特典映像を考える。

クイズ! 正解はB!
- とある動物園の映像を流し、そこに映っている動物の習性をABの二択クイズにする。本当の正解をAに書いて、Bにいじった正解を書く。

このシーンの1コマ前は？
- 漫画のシーンの1コマ前を作成する。

## スタジオ
スタジオは密教世界を表現している。セットの奥に掲げられた図柄は胎蔵曼荼羅をモチーフにしており、中央の布団を出演者が囲む黒い壇上は護摩壇（もしくは須弥壇）を表現している。ただし、駄洒落と密教の関係は不明である。制作にテレビ東京系のテクノマックスが関わっており、かつては東京タワースタジオで収録が行われたが、同スタジオの閉鎖後は現在は東京メディアシティで収録が行われている（毎年年始の生放送も同様）。

## スタッフ
- 構成：中野俊成、大塚博信、たちばなひとなり、塩野智章、今村クニト、ほりA
- ナレーター：阪井あかね
- シミュレーション：水野圭祐、竹村武司、河野有、さとう香奈（全員2010年12月までは、構成）
- SW：酒井博
- CAM：荒木哲志
- AUD：玉城善彦
- VE：宮前早智
- 照明：榊原亮太
- 編集：藤井竜也
- MA：川原崎智史
- 音効：磯川浩己
- TK：梅澤和世
- 美術：松沢由之
- デザイン：野口陽介
- 美術進行：山口武治
- メイク：熊谷弥永子
- オープニングタイトル：ウィジプレックス
- 技術協力：テクノマックス、IMAGICA、スウィッシュ・ジャパン、プログレッソ、glow、フジアール、Nextry（2011年1月まではサウンドエフェクトと表記）
- 音楽協力：日本テレビ音楽
- キャスティング協力：ビーオネスト
- 広報：畑中美香（CTV）
- デスク：松丸智美
- AP：福岡雅秀（ビーダッシュ）
- AD：古巣亮大、木下流維、町田美穂（ビーダッシュ）
- ディレクター：竹内千尋（CTV）、片岡功裕（ロコモーション）、中田三浩（ビーダッシュ）、赤堀哲也（ロックンロール商店）、近藤創（スナッチ）、古川雄一（CTV）
- 演出：笠井知己（CTV）[注 3]
- 演出監修：岡田秀行（ビーダッシュ）
- プロデューサー：深谷浩規（CTV）、森俊和（よしもとクリエイティブ・エージェンシー）、林敏博（ビーダッシュ）
- 制作協力：吉本興業、ビーダッシュ
- 製作著作：中京テレビ

（以下は生放送時に付加される主なスタッフ）
- ナレーター：垂木勉
- 中継車VE：小泉岳史
- 技術協力：CTV MID ENJIN
- 中京テレビ本社スタッフ
  - ディレクター：平田明久・富山涼太（CTV）
  - TD：浅井信雄、河崎素乃美
  - AUD：深谷貴司、宮崎薫
  - CG：石山智一
  - TK：堀詩織
  - 投票システム：浅野覚、坂井伸子

### 過去のスタッフ
- SW：石毛雄己、遠山康之、中島浩司
- VE：加藤信之、岩橋信禎
- 編集：馬場革
- 美術：中村能久
- 美術進行：横守剛
- タイトル：エノコウジ
- タイトルバック：本郷伸明
- 技術協力：東京タワースタジオ
- 広報：飯田勝人、田村寿彦、内藤庸介、山田有吉（CTV）
- AP：永田浩子（ビーダッシュ）
- ディレクター：小澤博之、伊豆原聡
- 演出：市健治（CTV）
- プロデューサー：野中雅弘（よしもとクリエイティブ・エージェンシー）
- チーフプロデューサー：安部田公彦（CTV）

## ネット局
| 放送対象地域   | 放送局                    | 系列                          | 放送日時           | 遅れ       |
| -------------- | ------------------------- | ----------------------------- | ------------------ | ---------- |
| 中京広域圏     | 中京テレビ（CTV）         | 日本テレビ系列                | 火曜 23:59 - 24:29 | 【制作局】 |
| 秋田県         | 秋田放送（ABS）           | 日本テレビ系列                | 水曜 24:54 - 25:24 | 1日遅れ    |
| 徳島県         | 四国放送（JRT）           | 日本テレビ系列                | 水曜 25:24 - 25:54 | 1日遅れ    |
| 関東広域圏     | 日本テレビ（NTV）         | 日本テレビ系列                | 木曜 25:44 - 26:14 | 2日遅れ    |
| 山梨県         | 山梨放送（YBS）           | 日本テレビ系列                | 月曜 24:54 - 25:24 | 6日遅れ    |
| 香川県・岡山県 | 西日本放送（RNC）         | 日本テレビ系列                | 月曜 24:54 - 25:24 | 6日遅れ    |
| 新潟県         | テレビ新潟（TeNY）        | 日本テレビ系列                | 月曜 24:59 - 25:29 | 6日遅れ    |
| 長野県         | テレビ信州（TSB）         | 日本テレビ系列                | 月曜 24:59 - 25:29 | 6日遅れ    |
| 熊本県         | くまもと県民テレビ（KKT） | 日本テレビ系列                | 月曜 24:59 - 25:29 | 6日遅れ    |
| 鳥取県・島根県 | 日本海テレビ（NKT）       | 日本テレビ系列                | 月曜 24:59 - 25:34 | 6日遅れ    |
| 青森県         | 青森放送（RAB）           | 日本テレビ系列                | 月曜 25:24 - 25:54 | 6日遅れ    |
| 福岡県         | 福岡放送（FBS）           | 日本テレビ系列                | 月曜 25:29 - 25:59 | 6日遅れ    |
| 山形県         | 山形放送（YBC）           | 日本テレビ系列                | 火曜 24:54 - 25:24 | 7日遅れ    |
| 山口県         | 山口放送（KRY）           | 日本テレビ系列                | 火曜 24:54 - 25:24 | 7日遅れ    |
| 福島県         | 福島中央テレビ（FCT）     | 日本テレビ系列                | 火曜 24:59 - 25:29 | 7日遅れ    |
| 宮城県         | ミヤギテレビ（MMT）       | 日本テレビ系列                | 火曜 24:59 - 25:29 | 7日遅れ    |
| 福井県         | 福井放送（FBC）           | 日本テレビ系列/テレビ朝日系列 | 火曜 24:59 - 25:29 | 7日遅れ    |
| 広島県         | 広島テレビ（HTV）         | 日本テレビ系列                | 火曜 24:59 - 25:29 | 7日遅れ    |
| 鹿児島県       | 鹿児島読売テレビ（KYT）   | 日本テレビ系列                | 火曜 24:59 - 25:29 | 7日遅れ    |
| 北海道         | 札幌テレビ（STV）         | 日本テレビ系列                | 火曜 25:34 - 26:04 | 7日遅れ    |
| 愛媛県         | 南海放送（RNB）           | 日本テレビ系列                | 水曜 24:54 - 25:24 | 8日遅れ    |
| 高知県         | 高知放送（RKC）           | 日本テレビ系列                | 火曜 24:54 - 25:24 | 14日遅れ   |
| 富山県         | 北日本放送（KNB）         | 日本テレビ系列                | 火曜 24:59 - 25:29 | 14日遅れ   |
| 石川県         | テレビ金沢（KTK）         | 日本テレビ系列                | 火曜 24:59 - 25:34 | 14日遅れ   |
| 近畿広域圏     | 読売テレビ（ytv）         | 日本テレビ系列                | 火曜 25:29 - 25:59 | 14日遅れ   |
| 岩手県         | テレビ岩手（TVI）         | 日本テレビ系列                | 水曜 24:54 - 25:24 | 15日遅れ   |
| 大分県         | テレビ大分（TOS）         | 日本テレビ系列/フジテレビ系列 | 水曜 24:54 - 25:24 | 15日遅れ   |
| 長崎県         | 長崎国際テレビ（NIB）     | 日本テレビ系列                | 水曜 25:29 - 25:59 | 15日遅れ   |
| 静岡県         | 静岡第一テレビ（SDT）     | 日本テレビ系列                | 水曜 25:34 - 26:04 | 36日遅れ   |

### 備考
- 2012年4月からは『プラチナイト』開始に伴い、24時台に放送していた局は、30分程度繰り下げられた。
- 読売テレビでは、番組開始から2009年9月までは水曜 26:14 - 26:44、2009年10月から2010年3月までは金曜 24:59 - 25:29（『キン★ドン』前半枠）、2010年4月から2011年3月までは金曜 25:28 - 25:58（『キン★ドン』後半枠）、2011年4月から2012年1月20日までは金曜 24:58 - 25:28（『キン★ドン』第1部）、2012年1月31日から4月17日までは『ミッドナイトパラダイス』第1部、2013年3月までは火曜 25:23 - 25:53で放送されていた。
- 中京テレビの編成上『スーパーチャンプル』の後番組であるが一部のネット局では『ニッポン縦断おかず発見!ルート88』の後枠に放送しており、そちらの番組の後番組として扱っている（そのような局では、『カウントダウン・ドキュメント 秒ヨミ!』を『スーパーチャンプル』の後番組として扱っていることが多い）。
- 山形放送では、番組開始当初から2009年10月までは放送されなかった。
- 静岡第一テレビでは、開始時は日曜 13:00 - 13:00に放送されていたが、『石川遼スペシャル RESPECT 〜ゴルフを愛する人々へ〜』と交換する形で土曜深夜に移動。その後、2012年6月30日から『つながりファンタジー いつも!ガリゲル』との交換で日曜13:00からの放送を再開したが、2013年6月からは水曜25:33〜26:03に移動。
- 福井放送では、2010年4月から放送を開始した。これに伴い、すべての日本テレビ系列（NNS加盟局）で放送されることになった。
- 山口放送では、開始から2009年9月までは日曜 13:00 - 13:30に放送されていた。同じ中京テレビ制作の番組『カウントダウン・ドキュメント 秒ヨミ!』（2010年3月をもって終了）と枠を交換する形で現在の放送日時に移動。
- 日本テレビでは開始当初から木曜深夜だが、2009年前期までと2010年4月の間と10月14日から11月25日までは25:08 - 25:38、2009年後期から2010年3月までと同年10月7日と12月2日からは25:38 - 26:08、2010年5月6日より24:38 - 25:08、2010年8月7日からは土曜 25:20 - 25:50、2010年10月7日からは再び木曜深夜に放送時間が戻るなど、放送時間の変遷が激しい。
- 日本海テレビでは、開始から2010年3月まで土曜 25:50 - 26:20に、2010年4月から2010年9月までは、水曜 24:34 - 25:04に、2010年10月から2011年6月までは水曜 25:14 - 25:44に、2012年2月24日まで金曜 26:23 - 26:53に放送されていたが、2月27日からは『ゴッドタン』（テレビ東京）の放送枠と交換し、現在の日時。
- タカアンドトシの出身地である北海道の札幌テレビでは、放送開始から2010年3月までは火曜 24:49 - 25:19、2010年4月から2010年9月26日まで日曜11:55 - 12:25に放送されていた。
- 四国放送では2010年9月29日まで同時ネットで放送されていた（日本テレビ制作『ダウンタウンのガキの使いやあらへんで!!』の放送枠が移動したため）。
- 青森放送と山梨放送は2011年8月までは同時ネットだった。
- 系列外の沖縄テレビ（フジテレビ系列）では、数回単発扱いで放送した後、2012年4月7日からレギュラー放送を開始したが、2012年10月6日で打ち切られ、不定期放送となった。

## 初モジり初笑い「大フットンダ祭!」
本番組は2010年以降、毎年元日に生放送による特別番組が放送されている。2010〜2011年は「大フットンダ祭!」として、2012年以降は「フットンダ王決定戦」（後述参照）としてそれぞれ放送している。また、それとは別に2010年6月には「大フットンダスペシャル」として、本番組が初めてプライムタイム枠で放送された。

### 2010年初モジり初笑い「大フットンダ祭!」3時間生放送スペシャル
2010年1月1日の2:30 - 5:30に中京テレビの制作により全国ネット（NNS29局）で放送された。

#### 出演者
総勢79名の芸人が出演した。出演モジリストは以下の通り。
| 順番   | お題                                                             | モジリスト |
| ------ | ---------------------------------------------------------------- | --- |
| 1組目  | 紅白歌合戦モジリ・嵐「A・RA・SHI」をモジる                       | レッド吉田、板倉俊之、田村亮（ロンドンブーツ1号2号）、いとうあさこ、ヒデ（ペナルティ）、有吉弘行、笑い飯（西田幸治・哲夫）                                                         |
| 2組目  | 紅白歌合戦モジリ・EXILE「Someday」をモジる                       | レッド吉田、板倉俊之、サバンナ（高橋茂雄・八木真澄）、ほっしゃん。、ブラックマヨネーズ（小杉竜一・吉田敬）、世界のナベアツ                                                         |
| 3組目  | 映画「THIS IS IT」をモジる                                       | しずる（村上純・池田一真）、サバンナ（高橋茂雄・八木真澄）、ガレッジセール（ゴリ・川田広樹）、なだぎ武（当時:ザ・プラン9）                                                         |
| 4組目  | 「ハッピー・ニュー・イヤー」をモジる                             | サンドウィッチマン（富澤たけし・伊達みきお）、パンクブーブー（黒瀬純・佐藤哲夫）、ガレッジセール・ゴリ、ブラックマヨネーズ（小杉竜一・吉田敬）、大村朋宏（トータルテンボス）       |
| 5組目  | ゆるキャラモジリ・サッカー日本代表をモジる                       | 田村亮（ロンドンブーツ1号2号）、川島明（麒麟）、又吉直樹（ピース）、いとうあさこ、ジャリズム（世界のナベアツ・山下しげのり）、横山きよし（ものいい）、なだぎ武（当時:ザ・プラン9） |
| 6組目  | 前回はすみませんでしたSP                                         | 加藤歩（ザブングル）、綾部祐二（ピース）、田村裕（麒麟）、堤下敦（インパルス）、ワッキー（ペナルティ）、狩野英孝、吉村崇（平成ノブシコブシ）、藤田憲右（トータルテンボス）         |
| 7組目  | 2009年ヒットCMモジリ・「まねきねこダック」をモジる               | 田村亮、板倉俊之、いとうあさこ、川島明、ヒデ、天津（木村卓寛・向清太朗）、吉田サラダ（ものいい）                                                                                   |
| 8組目  | 紅白歌合戦モジリ・福山雅治「はつ恋」をモジる                     | レッド吉田、ライセンス（藤原一裕・井本貴史）、大山英雄、ほっしゃん。、大村朋宏（トータルテンボス）、TKO（木本武宏・木下隆行）                                                      |
| 9組目  | イメチェンモジり・亀田興毅をモジる                               | 川島明、ロッチ（中岡創一・コカドケンタロウ）、野久保直樹、浅越ゴエ（ザ・プラン9）、U字工事（福田薫・益子卓郎）                                                                     |
| 10組目 | ヒットCMモジリ・ビックカメラのCM（『ビックカメラの歌』）をモジる | 玉袋筋太郎（浅草キッド）、響（小林優介・長友光弘）、綾部祐二、ヒデ、有吉弘行、大村朋宏、吉田サラダ                                                                                 |
| 11組目 | 紅白歌合戦モジり・絢香「みんな空の下」をモジる                   | いとうあさこ、榎本加奈子、エド・はるみ、鳥居みゆき、しずちゃん（南海キャンディーズ）、だいたひかる、ハリセンボン（近藤春菜・箕輪はるか）                                           |
| 12組目 | 紅白歌合戦モジリ・レミオロメン「粉雪」をモジる                   | パンクブーブー、サンドウィッチマン、チュートリアル（徳井義実・福田充徳）、笑い飯                                                                                                   |
| 13組目 | ヒットCMモジリ・ムシューダのCMをモジる                           | ライセンス、ロッチ、チュートリアル、ハリセンボン |
| 14組目 | 2009年ヒットソングモジり・ゆず「虹」をモジる                     | レッド吉田、板倉俊之、田村亮、柳原可奈子、ほっしゃん。、有吉弘行、哲夫、鳥居みゆき                                                                                                 |

### 2011年初モジり初笑い「大フットンダ祭!」3時間生放送スペシャル
2011年1月1日の2:30 - 5:30に中京テレビの制作により全国ネット（NNN30局）で放送された（福岡放送のみ高校サッカー佐賀県代表試合中継（疑似生中継）に伴い、2:30 - 3:30に放送）。

#### 出演者（2011年）
出演モジリストは以下の通り。
| 順番   | お題                                                | モジリスト |
| ------ | --------------------------------------------------- | --- |
| 1組目  | 紅白歌合戦モジリ・EXILE「I Wish For You」           | レッド吉田（TIM）、笑い飯（西田幸治・哲夫）、春日俊彰（オードリー）、遠藤章造（ココリコ）、有吉弘行、板倉俊之（インパルス）、川島明（麒麟）               |
| 2組目  | 紅白歌合戦モジり・嵐「Troublemaker」                | ウド鈴木（キャイ〜ン）、ブラックマヨネーズ（吉田敬・小杉竜一）、春日俊彰（オードリー）、JOY、山田親太朗、遠藤章造（ココリコ）、しずる（池田一真・村上純） |
| 3組目  | イメチェンモジり・「マツコデラックス」              | ブラックマヨネーズ（吉田敬・小杉竜一）、博多華丸・大吉（博多大吉・博多華丸）、伊集院光、陣内智則、東京ダイナマイト（松田大輔・ハチミツ二郎）              |
| 4組目  | 紅白歌合戦モジり・AKB48「ヘビーローテーション」     | パンクブーブー（黒瀬純・佐藤哲夫）、サンドウィッチマン（富澤たけし・伊達みきお）、笑い飯（西田幸治・哲夫）、NON STYLE（石田明・井上裕介）                 |
| 5組目  | 紅白歌合戦モジり・FUNKY MONKEY BABYS「あとひとつ」  | 有吉弘行、ダチョウ倶楽部（上島竜兵・肥後克広）、出川哲朗、川島明（麒麟）、西田幸治（笑い飯）、ヤナギブソン（ザ・プラン9）、中山功太                       |
| 6組目  | ものまねモジり・楽しんご「ラブ注入」                | レッド吉田（TIM）、ウド鈴木（キャイ〜ン）、ほっしゃん。、ヒデ（ペナルティ）、具志堅用高、田村亮（ロンドンブーツ1号2号）、サバンナ（高橋茂雄・八木真澄）   |
| 7組目  | 紅白歌合戦モジり・福山雅治「道標」                  | 田村亮（ロンドンブーツ1号2号）、サンドウィッチマン（富澤たけし・伊達みきお）、大山英雄、サバンナ（高橋茂雄・八木真澄）、ライセンス（藤原一裕・井本貴史）  |
| 8組目  | 80年代ヒット曲モジり・C-C-B「Romanticが止まらない」 | 博多華丸・大吉（博多大吉・博多華丸）、なだぎ武（当時:ザ・プラン9）、遠藤章造（ココリコ）、木村祐一、ほっしゃん。、長原成樹、いとうあさこ                  |
| 9組目  | 2010年流行語モジり・ねづっち「ととのいました」      | 田村裕（麒麟）、伊藤さおり（北陽）、堤下敦（インパルス）、大地洋輔（ダイノジ）、木村祐一、藤田憲右、ワッキー（ペナルティ）                                |
| 10組目 | イメチェンモジり・「アリスター・オーフレイム」      | ウド鈴木（キャイ〜ン）、なだぎ武（当時:ザ・プラン9）、ヒデ（ペナルティ）、西田幸治（笑い飯）、いとうあさこ、川島明（麒麟）、ネゴシックス、高森敬太        |
| 11組目 | 紅白歌合戦モジり・坂本冬美「また君に恋してる」      | 北陽（伊藤さおり・虻川美穂子）、ヒデ（ペナルティ）、大村朋宏、ほっしゃん。、鳥居みゆき、板倉俊之（インパルス）、有吉弘行、三又又三                        |
| 12組目 | 2010年大ヒットドラマモジり・「ゲゲゲの女房」        | ダイノジ（大谷ノブ彦・大地洋輔）、チーモンチョーチュウ（菊地浩輔・白井鉄也）、ラフ・コントロール（重岡謙作・森木俊介）、銀シャリ（鰻和弘・橋本直）        |
| 13組目 | 2010年流行語モジり・「K-POPガールズ」               | 博多華丸・大吉（博多大吉・博多華丸）、サンドウィッチマン（富澤たけし・伊達みきお）、東京ダイナマイト（松田大輔・ハチミツ二郎）、大村朋宏、鳥居みゆき      |
| 14組目 | 紅白歌合戦モジり・いきものがかり「ありがとう」      | レッド吉田、なだぎ武、春日俊彰、佐藤満春、東京ダイナマイト（松田大輔・ハチミツ二郎）、板倉俊之、哲夫                                                      |

### 大フットンダスペシャル
2010年6月28日 22:00 - 23:24に中京テレビの制作により全国ネット（NNS29局）で放送された。番組初のプライムタイム進出となる。正式なタイトルは『祝!ゴールデン進出!!爆笑モジりでフトンをふっ飛ばせ!!大フットンダSP』である（厳密にはゴールデンタイムの放送ではない）。視聴率は11.0%。不定期に放送している沖縄テレビ（フジテレビ系列）では2010年7月18日 16:00 - 17:25に放送された（字幕放送未対応）。

#### 出演者

##### モジリスト
- 有吉弘行
- 板倉俊之 （インパルス）
- ウド鈴木 （キャイ〜ン）
- 遠藤章造 （ココリコ）
- 大竹一樹 （さまぁ〜ず）＊登場時、「大喜利のスペシャリスト」と紹介される。
- 川島明 （麒麟）
- ケンドーコバヤシ
- コカドケンタロウ （ロッチ）
- 後藤淳平 （ジャルジャル）
- 近藤春菜 （ハリセンボン）
- 設楽統 （バナナマン）
- 世界のナベアツ
- 徳井義実 （チュートリアル）
- 日村勇紀 （バナナマン）
- 福田充徳 （チュートリアル）
- 福徳秀介 （ジャルジャル）
- 箕輪はるか （ハリセンボン）
- レッド吉田 （TIM）

##### 観覧ゲスト
- 関根勤
- あびる優
- はるな愛
- 優木まおみ
- 高橋みなみ（当時:AKB48）
- 小嶋陽菜（当時:AKB48）
- 松原夏海（当時:AKB48）

##### ご本人ゲスト
- アントニオ猪木
- 綾瀬はるか※VTR出演
- サンプラザ中野
- 岩崎良美

## 日本で一番早いお笑いバトル!フットンダ王決定戦
2012年以降、元日特番で40人（2018年以降は36人）の芸人が「フットンダ王」の称号をかけて対決する「フットンダ王決定戦」として全国ネットで生放送している。MCのタカも一部の回を除き解答者として参戦し、タカが参戦しているブロックの間はトシが単独でMCを務める。正式タイトルは『日本で一番早いお笑いバトル!フットンダ王決定戦20○○』。

### 概要
A - Eの各ブロックで8人ずつによる予選を行い、予選を勝ち抜いた1人が決勝戦に進出する。そして、決勝戦で最も布団をとばした芸人が「フットンダ王」の称号を得る。
2018年から2022年まではルール改定に伴い、1ブロック追加され予選参加人数が6人に変更となり、予選を勝ち抜いた2人が準決勝に進出する。そして、A - Bの各ブロックで6人ずつによる準決勝を行うようになった。準決勝を勝ち抜いた2人が決勝戦に進出する。
2023年以降は予選ブロックと参加人数の変更はないが、予選の勝ち抜きは1人のみとなる。また、準決勝は廃止となり、各ブロックの予選を勝ち抜いた1人が決勝戦に進出する。
番組最後のエンドカードではタカ・トシと決勝進出者が「フットンダ王決定戦、また来年!」と言って締めるのが慣例となっている。
解答者として出演する芸人には、レギュラー番組時代からの常連モジリストが数多く出演する一方で、前年度にブレイクして大きく注目された芸人の出演も多い。2013年以降は、前年度に全国ネットで放送された漫才コンテスト（2012〜2014年は「THE MANZAI」、2015年以降は「M-1グランプリ」）の王者が出演するのが恒例となっている。また、2022年以降は前年の「キングオブコント」の王者、2023年以降は前年の「THE W」の王者もそれぞれ出演するようになっている。
また、本編と並行してチャレンジ企画も行われている。(詳細は後述)

### 2012年一番早いお笑いバトル!フットンダ王決定戦
2012年1月1日の2:30 - 5:25に中京テレビの制作により全国ネット（NNS29局）で放送された。

#### 解答者（2012年）
司会を担当するタカアンドトシは、タカのみ出場。◆は決勝戦進出、●は敗者復活進出を示す。
Aブロック
- 桂三度●
- 塚地武雅（ドランクドラゴン）◆
- 真栄田賢（スリムクラブ）
- 中田敦彦（オリエンタルラジオ）●
- コカドケンタロウ（ロッチ）
- 藤森慎吾（オリエンタルラジオ）
- 小杉竜一（ブラックマヨネーズ）
- 吉田敬（ブラックマヨネーズ）

Bブロック
- 川島明（麒麟）◆
- 田中卓志（アンガールズ）●
- 岩尾望（フットボールアワー）
- 村上健志（フルーツポンチ）
- 内間政成（スリムクラブ）
- 後藤輝基（フットボールアワー）
- 哲夫（笑い飯）
- 佐藤哲夫（パンクブーブー）

Cブロック
- 博多華丸（博多華丸・大吉）◆
- なだぎ武●（当時:ザ・プラン9・敗者復活勝抜き）
- タカ（タカアンドトシ）
- 大久保佳代子（オアシズ）
- レッド吉田（TIM）
- 伊達みきお（サンドウィッチマン）
- 村上純（しずる）
- 黒瀬純（パンクブーブー）

Dブロック
- 木村祐一●
- 西田幸治（笑い飯）
- 板倉俊之（インパルス）◆
- 近藤春菜（ハリセンボン）
- 博多大吉（博多華丸・大吉）
- 大地洋輔（ダイノジ）
- 富澤たけし（サンドウィッチマン）●
- 鳥居みゆき

Eブロック
- しずちゃん●（南海キャンディーズ）
- 伊集院光●
- 八木真澄（サバンナ）
- ケンドーコバヤシ◆（初代フットンダ王）
- 高橋茂雄（サバンナ）
- 大谷ノブ彦（ダイノジ）
- 箕輪はるか（ハリセンボン）
- 川島大輔（アンカンミンカン）

#### 出題者ゲスト（2012年）
- 神谷明 - Aブロック「名作アニメモジり・ケンシロウ（北斗の拳）」
- 日髙のり子 - Aブロック「名作アニメモジリ・浅倉南（タッチ）」
- サンプラザ中野 - Bブロック「名曲モジリ・Runner」
- 平松愛理[29] - Cブロック「名曲モジリ・部屋とYシャツと私」
- 堀北真希 - Cブロック「芸能人リクエストモジリ・三丁目の夕日'64」（VTR出演）
- 板尾創路 - 布団100枚重ねの邪魔をしに来た。実際は自身が監督した映画『月光ノ仮面』の宣伝が中心。
- 浅野忠信[30] - Dブロック「芸能人リクエストモジリ・自身の名前をモジってイメージチェンジ」

#### 敗者復活戦
敷かれた布団に完全に潜り込み、トシに見付けられた1名が決勝進出となる。結果、なだぎ武が決勝に進出となった。

#### チャレンジ企画（2012年）
放送時間中に布団を100枚重ね、トシ（番組内では三浦敏和と本名で表示）が寝るという企画。成功すれば企画のリーダーである堤下と田村には、布団に関係した中京テレビ制作の特番の出場権利が与えられる。ただし、崩落が何度も発生し、100枚重ねられず失敗に終わった。
進行
- 鹿内美沙（当時：中京テレビアナウンサー）

参加者
- 堤下敦（インパルス）
- 中岡創一（ロッチ）
- 田村裕（麒麟）
- 池田一真（しずる）
- 亘健太郎（フルーツポンチ）
- 宮川英二（ボーイフレンド）
- 黒沼誠（ボーイフレンド）

### 日本で一番早いお笑いバトル! フットンダ王決定戦 2013
2013年1月1日の2:30 - 5:30に中京テレビの制作により全国ネット（NNS29局）で放送された。

#### 解答者（2013年）
◆は決勝戦進出者を示す。敗者復活枠には、決勝進出の5名以外で視聴者の勝ち抜け予想の得票数が多かった1名が選出された。
Aブロック
- しずちゃん（南海キャンディーズ）
- 桂三度◆（視聴者勝ち抜け予想の投票数が最多により決勝戦進出）
- 井上裕介（NON STYLE）
- 濱口優（よゐこ）
- 吉田敬（ブラックマヨネーズ）
- 小杉竜一（ブラックマヨネーズ）
- 神田伸一郎（ハマカーン）◆
- 浜谷健司（ハマカーン）

Bブロック
- 河本準一（次長課長）
- 川島明（麒麟）◆
- 石田明（NON STYLE）
- 品川祐（品川庄司）
- 伊達みきお（サンドウィッチマン）
- 山田與志（COWCOW）
- スギちゃん
- 多田健二（COWCOW）

Cブロック
- 井上聡（次長課長）◆2代目フットンダ王
- 上田浩二郎（Hi-Hi）
- 川ちゃん（ガレッジセール）
- 博多大吉（博多華丸・大吉）
- タカ（タカアンドトシ）
- 哲夫（笑い飯）
- 富澤たけし（サンドウィッチマン）
- 真栄田賢（スリムクラブ）

Dブロック
- 板倉俊之（インパルス）◆
- 博多華丸（博多華丸・大吉）
- 西田幸治（笑い飯）
- 岩崎一則（Hi-Hi）
- 庄司智春（品川庄司）
- 村上健志（フルーツポンチ）
- 鳥居みゆき
- 佐藤哲夫（パンクブーブー）

Eブロック
- ケンドーコバヤシ◆
- なだぎ武
- 伊集院光
- ヒデ（ペナルティ）
- ボン溝黒（当時:カナリア）
- 内間政成（スリムクラブ）
- 村上純（しずる）
- 黒瀬純（パンクブーブー）

#### 出題者ゲスト（2013年）
- スギちゃん[tw 12] - Aブロック「2012年流行語モジリ」
- ラモス瑠偉[tw 13][tw 14]（現・ビーチサッカー日本代表監督） - Aブロック「ミラクルインタビュー」 （VTR出演）
- 石井明美[tw 15] - Bブロック「名曲モジリ・CHA CHA CHA」
- ティム・バートン[tw 16] - Bブロック 「有名人リクエストお題」監督を務める映画「フランケンウィニー」の宣伝を兼ね、自ら描いたスパーキーの行動手順をイジる。（VTR出演）
- 平野文 - Cブロック「名作アニメモジり・うる星やつら（ラム）」
- 宮崎あおい・向井理・濱田龍臣 - Cブロック「有名人リクエストお題」出演する映画「きいろいゾウ」の宣伝を兼ね、映像の中でCM後も続きが見たくなるようなテロップを付ける。（VTR出演）
- 田崎真也[tw 17] - Dブロック「ミラクルインタビュー」（VTR出演）

#### チャレンジ企画（2013年）
別のスタジオにて布団を積んで富士山を作り上げる。番組終了前に完成し、初日の出役をワッキーが務めた。
進行
- 市野瀬瞳（当時：中京テレビアナウンサー）

参加者
- 堤下敦（インパルス）
- 田村裕（麒麟）
- 池田一真（しずる）
- 初恋タロー（初恋タロー）
- こうすけ（初恋タロー）
- ワッキー（ペナルティ）
- 応援
  - ライセンス
  - ハイキングウォーキング

- 47都道府県住みます芸人
  - オコチャ - 宮城県
  - ちぇす - 秋田県
  - ぶんぶんボウル - 石川県

### 日本で一番早いお笑いバトル!フットンダ王決定戦2014
2014年1月1日の2:30 - 5:30に中京テレビの制作により全国ネット（NNS28局・データ放送による予選勝ち抜け予想投票を実施）で生放送された。福岡放送のみ高校サッカー佐賀県代表試合中継（疑似生中継）に伴い、2014年1月2日の1:20 - 4:20に放送された（疑似生放送・データ放送非対応・局によるお断りテロップ挿入有）。
放送の4日前にあたる2013年12月28日に千葉県千葉市美浜区のイオンモール幕張新都心内のよしもと幕張イオンモール劇場にてワイルドカード決定戦を開催した。

#### 解答者（2014年）
◆は決勝戦進出者、※はワイルドカード決定戦優勝者を示す。各ブロック2013年フトン飛ばし率ランキング順に記載。
Aブロック
- 井上聡（次長課長）◆3代目フットンダ王
- 濱口優（よゐこ）
- 高橋茂雄（サバンナ）
- 博多大吉（博多華丸・大吉）
- 品川祐（品川庄司）
- 小峠英二（バイきんぐ）
- 秋山竜次（ロバート）
- 藤森慎吾（オリエンタルラジオ）

Bブロック
- 川島明（麒麟）◆
- 神田伸一郎（ハマカーン）
- タカ（タカアンドトシ）
- 伊達みきお（サンドウィッチマン）
- 庄司智春（品川庄司）
- 小杉竜一（ブラックマヨネーズ）
- 椿鬼奴
- 中田敦彦（オリエンタルラジオ）

Cブロック
- つぶやきシロー
- 板倉俊之（インパルス）◆
- 博多華丸（博多華丸・大吉）
- 林大介（かたつむり）
- 村上純（しずる）
- 吉田敬（ブラックマヨネーズ）
- 槙尾ユースケ（かもめんたる）
- 岩崎う大（かもめんたる）

Dブロック 
- 桂三度
- 又吉直樹（ピース）◆
- 村本大輔（ウーマンラッシュアワー）
- ケンドーコバヤシ
- 八木真澄（サバンナ）
- コカドケンタロウ（ロッチ）
- 中川パラダイス（ウーマンラッシュアワー）
- 月亭八光

Eブロック
- ヒデ（ペナルティ）
- 善し（COWCOW）
- 五明拓弥（グランジ）◆
- 富澤たけし（サンドウィッチマン）
- 伊集院光
- 友近
- 斉藤慎二（ジャングルポケット）
- R藤本※

#### 出題者ゲスト（2014年）
- 中村あゆみ[tw 28] - Aブロック「名曲モジリ（翼の折れたエンジェル）」
- 江戸川コナン・夏菜 - Aブロック「有名人リクエストお題」出演する映画「ルパン三世VS名探偵コナン THE MOVIE」の宣伝を兼ね、映像の中でCM後も続きが見たくなるようなこの後テロップを付ける。（VTR出演）
- 長州力[tw 29] - Bブロック「ミラクルインタビュー」 （VTR出演）
- サンプラザ中野くん[tw 30] - Cブロック「名曲モジリ（リゾ・ラバー　Resort Lovers）」
- イ・ビョンホン[tw 5] - Cブロック「有名人リクエストお題」出演する映画「REDリターンズ」の宣伝を兼ね、映像の中でCM後も続きが見たくなるようなテロップを付ける。（VTR出演）
- 3776（みななろ・富士山ご当地アイドル）[tw 31] - Cブロック「アイドルの掟」（VTR出演）
- 小沢仁志[tw 32] - Dブロック「ミラクルインタビュー」（VTR出演）

#### チャレンジ企画（2014年）
「紅白マットレス積み上げ合戦!!」
別のスタジオにて紅白2組に分かれ、ひたすらマットレスを積み上げて高さを競う。白組が勝利した。

進行
- 市野瀬瞳（当時：中京テレビアナウンサー）

現場リポーター
- ワッキー（ペナルティ）

参加者
赤組
- 堤下敦（インパルス）※キャプテン
- 田村裕（麒麟）
- 池田一真（しずる）
- 初恋タロー

白組
- 浜谷健司（ハマカーン）※キャプテン
- 中岡創一（ロッチ）
- 西村瑞樹（バイきんぐ）
- ボーイフレンド

### 日本で一番早いお笑いバトル!フットンダ王決定戦2015
2015年1月1日の2:30 - 5:30に中京テレビの制作により全国ネット（NNS29局）で生放送された。中京テレビ開局45周年記念特別番組。
データ放送では優勝者予想投票を実施し、抽選で飛騨牛や奥飛騨温泉キャビアといった岐阜県飛騨地方の名産品 やHISの旅行券や京楽産業の最新パチンコ台『CRぱちんこよしもとタウン』の非売品グッズがプレゼントされる企画が行われた。
放送の3日前にあたる2014年12月29日に千葉県千葉市美浜区にあるイオンモール幕張新都心内のよしもと幕張イオンモール劇場にてワイルドカード決定戦が開催された。

#### 解答者（2015年）
◆は予選突破者、※はワイルドカード決定戦優勝者を指す。
Aブロック
- 井上聡（次長課長）◆
- 小杉竜一（ブラックマヨネーズ）
- 博多大吉（博多華丸・大吉）
- 近藤春菜（ハリセンボン）
- 藤森慎吾（オリエンタルラジオ）
- 植野行雄（デニス）
- ちゅうえい（流れ星）
- 瀧上伸一郎（流れ星）

Bブロック
- タカ（タカアンドトシ）
- ケンドーコバヤシ◆
- 吉田敬（ブラックマヨネーズ）
- 江口直人（どぶろっく）
- つぶやきシロー
- 河本準一（次長課長）
- じろう（シソンヌ）
- 箕輪はるか（ハリセンボン）

Cブロック
- 川島明（麒麟）◆敗者復活枠・4代目フットンダ王
- 博多華丸（博多華丸・大吉）
- 又吉直樹（ピース）◆
- 礼二（中川家）
- たかし（トレンディエンジェル）
- 斎藤司（トレンディエンジェル）
- 斉藤慎二（ジャングルポケット）
- 森慎太郎（どぶろっく）

Dブロック
- 板倉俊之（インパルス）◆
- 秋山竜次（ロバート）
- 高橋茂雄（サバンナ）
- 濱口優（よゐこ）
- 吉村崇（平成ノブシコブシ）
- 剛（中川家）
- 鳥居みゆき
- 五明拓弥（グランジ）

Eブロック
- 桂三度
- 八木真澄（サバンナ）
- 藤森慎吾（オリエンタルラジオ）
- 神田伸一郎（ハマカーン）
- 徳井健太（平成ノブシコブシ）
- 長谷川忍（シソンヌ）
- 川元文太（ダブルブッキング）
- 赤嶺総理（当時:すぽっと）◆※

#### 出演者（2015年）
- 佐野祐子（中京テレビアナウンサー）- 中継担当
- 原田真緒（アシスタント）
- サンプラザ中野くん（名曲モジり）

#### チャレンジ企画（2015年）
「紅白マットレス積み上げ選手権!!」
別スタジオにて紅白に分かれてのマットレスの積み上げ対決に挑戦する。

参加者
紅組
- 田村裕（麒麟）
- 堤下敦（インパルス）
- 初恋タロー（初恋タロー）
- こうすけ（初恋タロー）

白組
- 浜谷健司（ハマカーン）
- 杉山裕之（我が家）
- 谷田部俊（我が家）
- 西村瑞樹（バイきんぐ）

観客
- ワッキー（ペナルティ）

### 日本で一番早いお笑いバトル!フットンダ王決定戦2016
2016年1月1日の2:00 - 5:30に中京テレビの制作により全国ネット（NNS28局）で生放送された。福岡放送は高校サッカー佐賀県代表試合中継（疑似生中継）に伴い、翌1月2日の1:55 - 5:25に放送した（局側によるお断りテロップ挿入・連動データ放送非対応）。
データ放送による勝ち抜け予想投票では飛騨牛や奥飛騨温泉キャビアといった岐阜県飛騨地方の名産品 のプレゼント企画を実施した。
本戦への出場枠1枠をかけたWEB予選として、中京テレビYouTube公式アカウントにて動画が期間限定で配信され、番組公式サイトにて投票が実施された。
また、筆頭スポンサーであるdocomoが当番組限定のTVCM『dポイント・dカードフットンダ編』を放送した。

#### 解答者（2016年）
◆は予選突破者、※はWEB予選投票上位入賞者を指す。
Aブロック
- 川島明（麒麟）◆
- とにかく明るい安村
- たかし（トレンディエンジェル）
- 斎藤司（トレンディエンジェル）
- 博多華丸（博多華丸・大吉）
- 秋山竜二（ロバート）
- 小峠英二（バイきんぐ）
- 小宮浩信（三四郎）

Bブロック
- オカリナ（おかずクラブ）
- ゆいP（おかずクラブ）
- 椿鬼奴
- 博多大吉（博多華丸・大吉）　◆敗者復活
- 斉藤慎二（ジャングルポケット）
- タカ（タカアンドトシ）◆
- 尾形貴弘（パンサー）
- 田中卓志（アンガールズ）

Cブロック
- 関太（タイムマシーン3号）
- ケンドーコバヤシ
- 綾部祐二（ピース）
- 飯尾和樹（ずん）
- 石田明（NON STYLE）
- 井上聡（次長課長）　◆5代目フットンダ王
- 岡田圭右（ますだおかだ）
- 近藤春菜（ハリセンボン）

Dブロック
- くっきー（野性爆弾）
- ウド鈴木（キャイ〜ン）
- 板倉俊之（インパルス）◆
- 品川祐（品川庄司）
- 庄司智春（品川庄司）
- 高橋茂雄（サバンナ）
- 濱口優（よゐこ）
- 箕輪はるか（ハリセンボン）

Eブロック
- 桂三度
- つぶやきシロー　◆
- 神田伸一郎（ハマカーン）
- 河本準一（次長課長）
- 高倉陵（三拍子）※
- 西村瑞樹（バイきんぐ）
- 藤森慎吾（オリエンタルラジオ）
- 八木真澄（サバンナ）

#### 出演者（2016年）
- 原田真緒（おふとんガール）[tw 53]
- 平山雅（中京テレビアナウンサー）[tw 54]
- 串田アキラ[tw 55]（Cブロック・名曲モジリ）
- GAO[tw 56]（Dブロック・名曲モジリ）

#### チャレンジ企画（2016年）
「紅白マットレス積み上げ選手権!!」
別スタジオにて紅白に分かれてのマットレスの積み上げ対決に挑戦する。

参加者
紅組
- 田村裕（麒麟）
- なかやまきんに君
- 初恋タロー（初恋タロー）
- こうすけ（初恋タロー）
- とにかく明るい安村（※途中で一時的に参加）

白組
- 浜谷健司（ハマカーン）
- カズレーザー（メイプル超合金）
- 安藤なつ（メイプル超合金）
- 山本浩司（タイムマシーン3号）

観客
- ワッキー（ペナルティ）

### 日本で一番早いお笑いバトル!フットンダ王決定戦2017
2017年1月1日の2:00 - 5:30に中京テレビの制作により全国ネット（NNS29局）で生放送した。
また、中京テレビのLINE LIVEアカウントにて2017年1月1日1:30 - 2:00に本番前の様子を生配信したほか、Chuunにて裏実況を配信した。
データ放送では勝ち抜け予想投票を行い、飛騨牛、郡上ポーク、奥飛騨温泉郷キャビアといった岐阜県飛騨地方の名産品 のプレゼント企画を実施した。

#### 解答者（2017年）
◆は予選突破者を、○は敗者復活者を指す。
Aブロック
- カズレーザー（メイプル超合金）
- 川島明（麒麟）◆
- 斎藤司（トレンディエンジェル）
- 永野
- 博多大吉（博多華丸・大吉）
- 横澤夏子
- 吉村崇（平成ノブシコブシ）

- 綾部祐二（ピース）も出演予定だったが、インフルエンザ発症に伴い出演取りやめとなった。

Bブロック
- 秋山竜次（ロバート）○
- 太田博久（ジャングルポケット）
- 岡田圭右（ますだおかだ）
- 小峠英二（バイきんぐ）
- 斉藤慎二（ジャングルポケット）
- タカ（タカアンドトシ）◆
- 博多華丸（博多華丸・大吉）
- 山崎ケイ（相席スタート）

Cブロック
- 石田明（NON STYLE）
- 井上聡（次長課長）◆
- ケンドーコバヤシ
- 庄司智春（品川庄司）
- 大悟（千鳥）
- 高橋茂雄（サバンナ）
- 伊達みきお（サンドウィッチマン）
- 藤森慎吾（オリエンタルラジオ）

Dブロック
- 池田一真（しずる）
- 板倉俊之（インパルス）◆6代目フットンダ王
- 河本準一（次長課長）
- 関町知弘（ライス）
- 田所仁（ライス）
- つぶやきシロー
- 富澤たけし（サンドウィッチマン）
- 村上純（しずる）

Eブロック
- 飯尾和樹（ずん）◆
- 桂三度
- 品川祐（品川庄司）
- たかし（トレンディエンジェル）
- 田中卓志（アンガールズ）
- 椿鬼奴
- 西村瑞樹（バイきんぐ）
- 八木真澄（サバンナ）

#### 出演者（2017年）
- ワッキー（ペナルティ）[tw 58] - LINE LIVE事前特番司会&チャレンジ企画観客
- 荒井つかさ（アシスタント）[32]
- 平山雅（中京テレビアナウンサー）[tw 68]
- ピコ太郎[33][注 12]（予選Aブロック・有名人リクエストモジり）
- 綾野剛（予選Aブロック・このあとテロップ）
- 棚橋弘至（新日本プロレス・予選Bブロック・有名人ミラクルインタビュー）
- 松坂桃李・菅田将暉（予選Cブロック・このあとテロップ）
- 嶋大輔[tw 69]（予選Dブロック・名曲モジり）
- 茂出木浩司（たいめいけんシェフ・予選Dブロック・有名人ミラクルインタビュー）
- 木山裕策（予選Dブロック・有名人リクエストモジり）

#### チャレンジ企画（2017年）
「紅白マットレス積み上げ選手権!!」
別スタジオにて紅白に分かれてのマットレス積み上げ対決に挑戦する。

参加者
紅組
- 田村裕（麒麟）
- 初恋クロマニヨン（沖縄県住みます芸人）

白組
- なかやまきんに君
- しろっぷ（北海道住みます芸人）

リポーター
- ヒデ（ペナルティ）

### 日本で一番早いお笑いバトル!フットンダ王決定戦2018
2018年1月1日の2:00 - 5:50に中京テレビ制作により全国ネット（NNS29局）で生放送された。
放送前に若手芸人限定で書類選考を実施した。
また、生放送中にChuunにて実施された視聴者参加企画では、番組と同じお題にハッシュタグ「#投稿フットンダ」をつけてTwitterに投稿された回答をおたけ（ジャングルポケット）、田所仁（ライス）、馬場裕之（ロバート）の3人が評価した。
データ放送では予選勝ち抜け予想投票が行われ、参加した視聴者へ飛騨牛、郡上ポーク、奥飛騨温泉キャビア、飛騨の地酒、明宝ハムといった岐阜県飛騨・奥美濃地方の名産品や愛知県犬山市にある高級旅館の宿泊券 のプレゼント企画を実施した。

#### 解答者（2018年）
●は準決勝進出者、○は決勝進出者、☆は若手発掘枠を指す。
Aブロック
- カミナリ（石田たくみ・竹内まなぶ）●（Aブロック）
- 久保田かずのぶ（とろサーモン）
- 小峠英二（バイきんぐ）
- 斎藤司（トレンディエンジェル）
- タカ（タカアンドトシ）●（Bブロック）
- 村田秀亮（とろサーモン）

Bブロック
- 秋山竜次（ロバート）
- 板倉俊之（インパルス）
- 井上聡（次長課長）●（Bブロック）・○
- 川島明（麒麟）●（Aブロック）・○7代目フットンダ王
- ケンドーコバヤシ
- 関町知弘（ライス）

Cブロック
- 鰻和弘（銀シャリ）
- くっきー（野性爆弾）
- 斉藤慎二（ジャングルポケット）
- 高橋茂雄（サバンナ）●（Aブロック）・○
- 田中卓志（アンガールズ）●（Bブロック）・○
- 橋本直（銀シャリ）

Dブロック
- サンシャイン池崎
- 誠子（尼神インター）●（Bブロック）
- 渚（尼神インター）
- にゃんこスター（アンゴラ村長・スーパー3助）
- 濱家隆一（かまいたち）
- 山内健司（かまいたち）●（Aブロック）

Eブロック
- 飯尾和樹（ずん）
- 石田明（NON STYLE）●（Bブロック）
- 河本準一（次長課長）
- 西村瑞樹（バイきんぐ）
- まひる（ガンバレルーヤ）●（Aブロック）
- よしこ（ガンバレルーヤ）

Fブロック
- 岡田萌枝（すごい論）☆
- 桂三度●（Bブロック）
- 関太（タイムマシーン3号）
- 津田篤宏（ダイアン）
- 西澤裕介（ダイアン）●（Aブロック）
- 八木真澄（サバンナ）

#### 出演者（2018年）
- 荒井つかさ（アシスタント）[tw 78]
- 望月杏夏（中京テレビアナウンサー）[tw 79]
- 須藤凜々花[tw 80]（準決勝Aブロック・この発言カットされています）

以下は、Chuun裏実況の出演者
- おたけ（ジャングルポケット）
- 田所仁（ライス）
- 馬場裕之（ロバート）
- 平山雅（中京テレビアナウンサー）[tw 81]

#### チャレンジ企画（2018年）
Instagramにふさわしい写真を撮影するため浅草寺・東京タワー・渋谷駅前を奔走する。素晴らしい写真はインスタ映えイジりに決勝用のお題として出題される。
参加者
△は出題採用者を指す。
- 田村裕（麒麟）
- 太田博久（ジャングルポケット）△
- 山本博（ロバート）
- ロッシー（野性爆弾）
- 漫才少爺（台湾住みます芸人）

### 日本で一番早いお笑いバトル!フットンダ王決定戦2019
2019年1月1日の2:00 - 5:50に中京テレビ制作により全国ネット（NNS29局）で生放送した。
今回は、3人の放送作家が公平に審査したことに加え、筆頭スポンサー・ソフトバンクとのコラボとして、番組初となる視聴者投票企画「みんなでジャッジ！フットンダ王決定戦2019 powered by SoftBank」が行われ、この番組限定の生CM『フットンダ・動画SNS放題編』も放送された。
スタジオ内ではつきたてのお餅やおせち料理が振る舞われたほか、馬場裕之（ロバート）プロデュースの番組特製お雑煮が隣のスタジオに用意され、当番組の平成最後となる生放送に花を添えた。
データ放送では予選勝ち抜け投票企画を実施し、投票後に視聴者プレゼント応募専用キーワードが表示される。
プレゼント企画として、特設サイトでの投票者には現金1万円が、データ放送での投票者には奥飛騨温泉キャビア、郡上ポーク、明宝ハム、恵那峡栗きんとんといった岐阜県の名産品や松阪牛、大阪城公園常設イルミネーションのペア入場チケット、焼酎が贈られた。
である。

#### 解答者（2019年）
●は準決勝進出者、○は決勝進出者を指す。
Aブロック
- 秋山竜次（ロバート）●（Bブロック）
- くっきー（野性爆弾）
- せいや（霜降り明星）
- 粗品（霜降り明星）
- タカ（タカアンドトシ）●（Aブロック）
- 田中卓志（アンガールズ）

Bブロック
- 板倉俊之（インパルス）●（Aブロック）・○8代目フットンダ王
- 井上聡（次長課長）
- 川島明（麒麟）●（Bブロック）・○
- ケンドーコバヤシ
- ナダル（コロコロチキチキペッパーズ）
- 山内健司（かまいたち）

Cブロック
- 秋山寛貴（ハナコ）
- 石田明（NON STYLE）●（Bブロック）・○
- 小峠英二（バイきんぐ）
- 中岡創一（ロッチ）
- 長田庄平（チョコレートプラネット）
- 松尾駿（チョコレートプラネット）●（Aブロック）

Dブロック
- 飯尾和樹（ずん）
- 岩井勇気（ハライチ）
- 川西賢志郎（和牛）●（Bブロック）
- 斉藤慎二（ジャングルポケット）
- 高橋茂雄（サバンナ）●（Aブロック）・○
- 水田信二（和牛）

Eブロック
- 石田たくみ（カミナリ）
- 桂三度●（Aブロック）
- コカドケンタロウ（ロッチ）●（Bブロック）
- 竹内まなぶ（カミナリ）
- 福島善成（ガリットチュウ）
- 八木真澄（サバンナ）

Fブロック
- 河本準一（次長課長）●（Aブロック）
- 坂本純一（GAG）
- 柴田英嗣（アンタッチャブル）
- 西村瑞樹（バイきんぐ）
- まひる（ガンバレルーヤ）●（Bブロック）
- よしこ（ガンバレルーヤ）

#### 出演者（2019年）
- 太田博久（ジャングルポケット・おせち振舞）
- おたけ（ジャングルポケット・吉本坂46・もんじゃ焼き振舞）
- 如月さや（おフトンガール）[tw 92]
- 斎藤司（トレンディエンジェル・吉本坂46）
- ザ・スリー（インドネシア住みます芸人）[36]
- 三瓶（福島県住みます芸人）
- ダブルウィッシュ（ベトナム住みます芸人）[36]
- 馬場裕之（ロバート・お雑煮振舞）
- 平山雅（中京テレビアナウンサー）[tw 93]
- 福井俊太郎（GAG）
- 松浦志穂（スパイク・吉本坂46）
- 宮戸洋行（GAG）
- 山根明（日本ボクシング連盟前会長・予選Aブロック・この発言カットされています&予選Bブロック・有名人ミラクルインタビュー）

#### チャレンジ企画（2019年）
今回は餅つきとして3名の相方が集中して餅をつく。
参加者
- 田村裕（麒麟）
- ロッシー（野性爆弾）
- 熊谷岳大（ガリットチュウ）

### 日本で一番早いお笑いバトル!フットンダ王決定戦2020
2020年1月1日の2:00 - 5:50に中京テレビ制作・日本テレビ系全国ネット（NNS29局）で生放送された。当番組にとって令和初の生放送であり、中京テレビ開局50周年記念特別番組として位置づけられた。
審査には「あらかじめ番組内容を学習済みのAI」を採用することが謳われたが、実際にはスタッフと次長課長・井上による審査だったことがエンディングにて明かされた。
さらに番組と同時進行で、若手芸人たちによる生トライアウトの模様がChuun・YouTube中京テレビ公式アカウントにて生配信され、最優秀者2名が本戦へ出場した。
データ放送では予選勝ち抜け予想投票を行い、郡上ポーク、奥飛騨温泉キャビア、明宝ハム、恵那峡栗きんとんといった岐阜県の名産品が当たるプレゼント企画を実施した。
準決勝Bブロックの『優しいあの子』の歌詞をモジるお題で、ハライチ・岩井が回答後に布団を飛ばす装置が故障するアクシデントが発生。(トシは「判定AIの故障」と呼んでいた) 以降は番組終了まで、布団を飛ばす代わりに音と照明でポイント獲得を知らせる措置が取られた。
今回は放送時間の都合により、番組史上初めて2名（麒麟・川島、ハライチ・岩井）が同時優勝となった。

#### 解答者（2020年）
●は準決勝進出者、○は決勝進出者、☆は生トライアウト最優秀者を指す。
Aブロック
- 秋山竜次（ロバート）
- 板倉俊之（インパルス）●（Aブロック）・○
- 小峠英二（バイきんぐ）
- せいや（霜降り明星）
- 粗品（霜降り明星）●（Bブロック）
- 中岡創一（ロッチ）

Bブロック
- 内海崇（ミルクボーイ）
- 川島明（麒麟）●（Bブロック）・○9代目フットンダ王
- ケンドーコバヤシ
- 駒場孝（ミルクボーイ）
- ナダル（コロコロチキチキペッパーズ）
- ゆりやんレトリィバァ●（Aブロック）

Cブロック
- 兼近大樹（EXIT）●（Aブロック）・○
- 草薙航基（宮下草薙）
- 斉藤慎二（ジャングルポケット）
- 柴田英嗣（アンタッチャブル）
- 宮下兼史鷹（宮下草薙）
- りんたろー。（EXIT）●（Bブロック）

Dブロック
- 亜生（ミキ）
- 昴生（ミキ）
- コカドケンタロウ（ロッチ）●（Aブロック）
- 後藤拓実（四千頭身）
- 長田庄平（チョコレートプラネット）
- 松尾駿（チョコレートプラネット）●（Bブロック）

Eブロック
- 秋山寛貴（ハナコ）
- 太田博久（ジャングルポケット）
- 篠宮暁（オジンオズボーン）☆（生トライアウトAブロック）・●（Aブロック）
- 西村瑞樹（バイきんぐ）
- まひる（ガンバレルーヤ）
- よしこ（ガンバレルーヤ）●（Bブロック）

Fブロック
- 石田たくみ（カミナリ）
- 岩井勇気（ハライチ）●（Bブロック）・○9代目フットンダ王
- 河本準一（次長課長）●（Aブロック）
- 竹内まなぶ（カミナリ）
- 都築拓紀（四千頭身）☆（生トライアウトBブロック）
- みちお（トム・ブラウン）

#### 出演者（2020年）
- 荒井つかさ[39]（アシスタント）
- 田村裕（麒麟・チャレンジ企画MC）
- 平山雅（中京テレビアナウンサー）
- 藤原竜也・福士蒼汰・吉田鋼太郎[40]（予選Bブロック・このあとテロップ）（VTR出演）

#### チャレンジ企画（2020年）
芸能プロダクションが推薦した若手芸人たちによる生トライアウト (別スタジオで本番と同内容の問題に解答する) を生配信する。
参加者
△は本選出場者を指す。
- 青山フォール勝ち（ネルソンズ）
- 淡路幸誠（きつね）
- 石橋遼大（四千頭身）
- 海野裕二（ジェラードン）
- 岡部大（ハナコ）
- 岡野陽一
- 奥村うどん（スタンダップコーギー）
- 大津広次（きつね）
- かなで（3時のヒロイン）
- かみちぃ（ジェラードン）
- 菊田竜大（ハナコ）
- 岸健之助（ネルソンズ）
- 酒井尚（ザ・マミィ）
- サツマカワRPG
- 篠宮暁（オジンオズボーン）△（Eブロック）
- 鈴木もぐら（空気階段）
- 高岸宏行（ティモンディ）
- 都築拓紀（四千頭身）△（Fブロック）
- 寺田寛明
- 冨山麗璃（ジョウダンアオナナテンパイ）
- 中田和伸（さすらいラビー）
- 西本武徳（ジェラードン）
- 林田洋平（ザ・マミィ）
- 福田麻貴（3時のヒロイン）
- 前田裕太（ティモンディ）
- 牧野太祐（ぐりんぴーす）
- 水川かたまり（空気階段）
- 三森大輔（スタンダップコーギー）
- ゆめっち（3時のヒロイン）
- 和田まんじゅう（ネルソンズ）

### 日本で一番早いお笑いバトル!フットンダ王決定戦2021
2021年1月1日の2:00 - 6:20に中京テレビ制作の日本テレビ系全国ネット（NNS29局）で生放送された。放送にあたり、新型コロナウイルス感染対策が講じられた。
歴代の優勝者3名が審査員として参加し、TikTokとの連動企画であるハッシュタグチャレンジ「#あなたもフットンダ王」を視聴者参加企画として実施。また、TikTokにて出場芸人の素顔に迫るトークと「#あなたもフットンダ王」優秀作品投稿者発表のストリーミング配信「フットンダ王が眠る控室」が行われた。さらに、あらかじめ芸能プロダクションから推薦された若手芸人によるワイルドカード枠争奪の書類選考を実施した。
プレゼント企画として、TikTok連動の視聴者参加型投稿企画における優秀作品投稿者には現金10万円が、データ放送連動の予選勝ち抜け予想への投票者には奥飛騨温泉キャビア、明宝ハム、郡上ポーク、恵那峡栗きんとんといった岐阜県の名産品や松阪牛、節水型シャワーヘッドが贈られた。

#### 審査員
- 板倉俊之（インパルス）[tw 101]
- 井上聡（次長課長）[tw 101]
- 川島明（麒麟）[tw 101]

#### 解答者（2021年）
★は芸能プロダクションを通じての書類選考合格者、●は準決勝進出者、○は決勝進出者を指す。
Aブロック
- おいでやす小田（おいでやすこが）●（Bブロック）
- くっきー!（野性爆弾）
- こがけん（おいでやすこが）
- シュウペイ（ぺこぱ）
- 松陰寺太勇（ぺこぱ）
- タカ（タカアンドトシ）●（Aブロック）

Bブロック
- 秋山竜次（ロバート）●（Aブロック）○
- あんり（ぼる塾）
- 内海崇（ミルクボーイ）
- 駒場孝（ミルクボーイ）●（Bブロック）○
- 野田クリスタル（マヂカルラブリー）
- 村上（マヂカルラブリー）

Cブロック
- 岩倉美里（蛙亭）
- ケンドーコバヤシ●（Aブロック）○10代目フットンダ王
- 小峠英二（バイきんぐ）
- 盛山晋太郎（見取り図）
- ゆりやんレトリィバァ
- リリー（見取り図）●（Bブロック）

Dブロック
- 斉藤慎二（ジャングルポケット）●（Bブロック）
- 鈴木もぐら（空気階段）●（Aブロック）
- 南條庄助（すゑひろがりず）
- ハリウッドザコシショウ
- 三島達矢（すゑひろがりず）
- 水川かたまり（空気階段）

Eブロック
- 草薙航基（宮下草薙）
- 嶋佐和也（ニューヨーク）
- 柴田英嗣（アンタッチャブル）●（Aブロック）
- 宮下兼史鷹（宮下草薙）
- 森下直人（ななまがり）★●（Bブロック）
- 屋敷裕政（ニューヨーク）

Fブロック
- 岩井勇気（ハライチ）●（Bブロック）○
- かーしゃ（ジャイアントジャイアン）★
- 河本準一（次長課長）●（Aブロック）
- 後藤拓実（四千頭身）
- 西村瑞樹（バイきんぐ）
- みちお（トム・ブラウン）

#### 出演者（2021年）
- 大泉洋（予選Cブロック・このあとテロップ）（VTR出演）
- スパイク（チャレンジ企画MC）
- タイガース[41]（ミャンマー住みます芸人・ネタ見せバトルデモンストレーター）
- トレンディエンジェル（TikTok裏配信MC）
- 平山雅（中京テレビアナウンサー）
- 結木ことは[42]（フトンガール）
- りかりこ[43]（TikTok裏配信ゲスト）

#### チャレンジ企画（2021年）
芸能プロダクションが推薦した人気芸人によるネタ見せバトルを展開し、TikTokユーザーによる投票数に応じて賞金を懸けた大勝負を繰り広げられる。
参加者
- インディアンス
- 錦鯉
- ネイチャーバーガー
- ランジャタイ
- ハリウッドザコシショウ

当初はウエストランドが出演する予定だったが、2020年12月28日に井口浩之と河本太の2人がそろって新型コロナウイルスに感染したため欠場。その代役として、同年12月29日にインディアンスの緊急参戦が決定した。

### 日本で一番早いお笑いバトル!フットンダ王決定戦2022
2022年1月1日の2:00 - 6:20に中京テレビ制作・日本テレビ系全国ネット（NNS29局）で生放送。放送にあたって新型コロナウイルス感染症対策が施された。テーマは「お笑い世代闘争」。
それに先駆け、2022年1月1日0:00から番組公式TikTokアカウントとLocipoにてワイルドカード枠をかけた『フットンダ王予選会「ワイルドカードに入るどぉ!!」』が生配信された。
また、鬼越トマホーク坂井は髄膜炎発症による入院治療における退院後の経過観察、ジェラードン海野は持病悪化による入院治療に伴い、出演取りやめとなった。
視聴者プレゼント企画として郡上ポーク、奥飛騨温泉キャビア、明宝ハム、恵那峡栗きんとんといった岐阜県の名産品や、吉本興業オリジナルレトルトカレーとパックライスの詰め合わせをプレゼントすることが決定した。

#### 解答者（2022年）
○は準決勝進出、●は決勝進出者、☆はワイルドカード枠争奪予選会優勝者を示す。
Aブロック
- ケンドーコバヤシ○（Aブロック）●
- 鈴木もぐら（空気階段）
- 粗品（霜降り明星）○（Bブロック）●11代目フットンダ王
- タカ（タカアンドトシ）
- ハリウッドザコシショウ
- 水川かたまり（空気階段）

Bブロック
- 秋山竜次（ロバート）
- 板倉俊之（インパルス）○（Bブロック）
- 伊藤俊介（オズワルド）
- おいでやす小田（おいでやすこが）
- 畠中悠（オズワルド）○（Aブロック）
- ヒコロヒー

Cブロック
- イワクラ（蛙亭）
- 河本準一（次長課長）
- 斉藤慎二（ジャングルポケット）○（Bブロック）
- せいや（霜降り明星）○（Aブロック）
- とにかく明るい安村
- 中野周平（蛙亭）

Dブロック
- くっきー！（野性爆弾）
- 哲夫（笑い飯）○（Bブロック）
- 西田幸治（笑い飯）
- 野田クリスタル（マヂカルラブリー）○（Aブロック）
- 村上（マヂカルラブリー）
- ゆりやんレトリィバァ

Eブロック
- 稲田直樹（アインシュタイン）
- 川原克己（天竺鼠）
- 駒場孝（ミルクボーイ）○（Aブロック）●
- 瀬下豊（天竺鼠）
- 中岡創一（ロッチ）
- もう中学生○（Bブロック）

Fブロック
- 岩井勇気（ハライチ）○（Bブロック）●
- 金ちゃん（鬼越トマホーク）
- サツマカワRPG☆
- 田中卓志（アンガールズ）○（Aブロック）
- 長谷川雅紀（錦鯉）
- 渡辺隆（錦鯉）

#### 出演者（2022年）
- 清水あいり（フトンガール）[tw 114]
- 平山雅（中京テレビアナウンサー）
- ウエスP（フットンダ盛り上げ大使[tw 115]・ネタ見せデモンストレーター）
- DOZAN11（予選Bブロック・名曲モジり）
- 中孝介（予選Cブロック・名曲モジり）
- 田中圭・原田知世（予選Dブロック・このあとテロップ）（VTR出演）

#### チャレンジ企画（2022年）
予選会出場芸人が自身のTikTokに面白動画を投稿し、「フットンダ盛り上げた王」(ユーザーの最多オーディエンス数) をかけた大勝負を展開。本編では芸能プロダクションが推薦した人気芸人による「深夜も眠らせない芸人ネタ祭り！」を展開する。
参加者
ワイルドカード枠争奪予選会
- トレンディエンジェル（MC）

★は予選通過者、☆は「フットンダ盛り上げた王」受賞者。
Aブロック
- 伊藤幸司（ランジャタイ）
- 国崎和也（ランジャタイ）★
- そえじまひでき（ぽんぽこ）☆
- 高木ひとみ（ぽんぽこ）★☆
- やす子

Bブロック
- サツマカワRPG★ワイルドカード
- 椎木ゆうた（世間知らズ）
- 西田さおり（世間知らズ）
- 竹内知咲（天才ピアニスト）
- ますみ（天才ピアニスト）★

Cブロック
- 荒川（エルフ）★
- 井口浩之（ウエストランド）☆
- かみちぃ（ジェラードン）
- ZAZY★
- 西本武徳（ジェラードン）

深夜も眠らせない芸人ネタ祭り！
- ジェラードン
- TOKYO COOL
- ハリウッドザコシショウ
- 5GAP
- ぽんぽこ
- ランジャタイ

### 日本で一番早いお笑いバトル!フットンダ王決定戦2023
2023年1月1日の2:00 - 6:00に日本テレビ系全国ネットで生放送され、放送8日前の2022年12月24日によしもと有楽町シアターにてワイルドカード争奪戦が開催された。テーマは「フットンダ新世代」。
データ放送連動の予選勝ち抜け投票による視聴者プレゼント企画として奥飛騨温泉郷キャビア、明宝ハム、恵那峡栗きんとんといった岐阜県の名産品や、吉本興業オリジナルレトルトカレーがプレゼントされた。

#### 解答者（2023年）
★はワイルドカード争奪戦の勝者、〇は決勝進出者、●は優勝者推薦枠。
Aブロック
- きん（ビスケットブラザーズ）
- 粗品（霜降り明星）〇12代目フットンダ王
- タカ（タカアンドトシ）
- 原田泰雅（ビスケットブラザーズ）
- 盛山晋太郎（見取り図）
- リリー（見取り図）

Bブロック
- 板倉俊之（インパルス）
- 井口浩之（ウエストランド）〇
- 河本太（ウエストランド）
- せいや（霜降り明星）
- ハリウッドザコシショウ
- 向清太朗（天津）●川島明（麒麟）推薦

Cブロック
- 秋山竜次（ロバート）
- ガク（真空ジェシカ)
- 川北茂澄（真空ジェシカ）〇
- 竹内知咲（天才ピアニスト）
- ますみ（天才ピアニスト）
- 山添寛（相席スタート）

Dブロック
- R藤本●ケンドーコバヤシ推薦
- アタック西本（ジェラードン）
- Yes!アキト
- 金子きょんちぃ（ぱーてぃーちゃん）
- かみちぃ（ジェラードン）○
- ヒコロヒー

Eブロック
- イワクラ（蛙亭）
- 兎（ロングコートダディ）
- 堂前透（ロングコートダディ）
- 中野周平（蛙亭）
- 松井ケムリ（令和ロマン）★○
- もう中学生

Fブロック
- 赤嶺総理★
- 岩井勇気（ハライチ）〇
- 浦井のりひろ（男性ブランコ）
- サツマカワRPG
- 林田洋平（ザ・マミィ）
- 平井まさあき（男性ブランコ）

当初はさすらいラビー・中田が出演する予定だったが、新型コロナウイルス感染に伴い出演取りやめとなりワイルドカード争奪戦で第3位の赤嶺総理が繰り上げ出演することとなった。

#### 出演者（2023年）
- 平山雅（中京テレビアナウンサー）[tw 119]
- 池田ゆうな（布団ガール）[tw 120]
- 朝倉未来（予選Aブロック・このあとテロップ）
- SEAMO[46]（予選Bブロック・名曲モジり）

#### チャレンジ企画（2023年）
生放送中に『深夜も眠らせない芸人ネタ祭り』を随時挿入し、番組公式Twitterアカウントでの得票数に応じてお年玉が変動する。
参加者
深夜も眠らせない芸人ネタ祭り
- ウエスP（オープニングアクト）
- いぬ
- カゲヤマ
- ちゃんぴおんず
- ぱーてぃーちゃん
- ハリウッドザコシショウ
- 爛々

ワイルドカード争奪戦
- もう中学生（MC）※本戦の解答者も兼務。
- 赤嶺総理★第3位
- 荒川（エルフ）
- おすし鐘ヶ江
- 京極風斗（9番街レトロ）
- 佐伯元輝（やさしいズ）
- さとなかほがらか
- 高木貫太（ストレッチーズ）
- 髙比良くるま（令和ロマン）
- 茶柱たてお（じゃらじゃら吉報）
- 寺田寛明
- 中田和伸（さすらいラビー）★準優勝
- 中野なかるてぃん（ナイチンゲールダンス）
- はる（エルフ）
- 檜原洋平（ママタルト）
- 松井ケムリ（令和ロマン）★優勝
- 三浦リョースケ（ネイチャーバーガー）
- 森本サイダー
- 竜大（プリズンクイズチャンネル）

当初はトンツカタンお抹茶がワイルドカード争奪戦にエントリーする予定だったが、新型コロナウイルス感染による出演取りやめに伴い、ママタルト檜原が急遽エントリーすることが決定した。

### 日本で一番早いお笑いバトル!フットンダ王決定戦2024
2024年1月1日の2:00 - 6:00に日本テレビ系列で全国ネットで生放送された。テーマは「フットンダチルドレンの祭典」。
本年でレギュラー放送開始から15年、「フットンダ王決定戦」の開始から12年を迎えたことから、「フットンダを観て育った」世代の若手芸人が多数出演したほか、「名曲モジり」にてリレー形式の回答が復活する、CM前の随所に「フットンダ名作劇場」と題したレギュラー時代の映像が挿入されるなど、原点回帰する演出がみられた。
さらに番組公式X (旧Twitter) 上では、ワイルドカード予選会へアマチュアから唯一の出場を果たした俺スナによるスタジオリポート「#フットンダ俺スナリポート」が展開された。

#### 解答者（2024年）
★ワイルドカード争奪者の勝者、◯は決勝進出者となっている。
Aブロック
- 井口浩之（ウエストランド）
- 粗品（霜降り明星）◯
- タカ（タカアンドトシ）
- 出井隼之介（ヤーレンズ）
- とにかく明るい安村
- 楢原真樹（ヤーレンズ）

Bブロック
- 稲田美紀（紅しょうが）
- 熊元プロレス（紅しょうが）
- ケツ（ニッポンの社長）
- せいや（霜降り明星）
- 辻（ニッポンの社長）
- 松井ケムリ（令和ロマン）◯

Cブロック
- 赤羽健壱（サルゴリラ）
- 板倉俊之（インパルス）
- 加納（Aマッソ）
- 児玉智洋（サルゴリラ）◯
- 堂前透（ロングコートダディ）
- 吉原怜那（ダウ90000）★

Dブロック
- ガク（真空ジェシカ）
- 川北茂澄（真空ジェシカ）◯13代目フットンダ王
- 阪本（マユリカ）
- 中谷（マユリカ）
- 箕輪はるか（ハリセンボン）
- リリー（見取り図）

Eブロック
- くっきー!（野性爆弾）
- こたけ正義感 ★
- 永見大吾（カベポスター）◯
- 根建太一（囲碁将棋）
- ハリウッドザコシショウ
- 文田大介（囲碁将棋）

Fブロック
- 岩井勇気（ハライチ）◯
- 植田紫帆（オダウエダ）
- 小田結希（オダウエダ）
- KAZMA（しずる）
- サツマカワRPG
- 村田大樹（とんかつ街道）★

ロングコートダディ・兎も出場予定だったが、体調不良 (インフルエンザ感染) のため欠場となり、予選会3位のダウ90000・吉原が繰り上げ出場した。
ワイルドカード争奪戦出場者
- オダウエダ（MC）
- 赤嶺総理
- 有馬徹（いぬ）
- 一平（Gパンパンダ）
- 俺スナ（アマチュア）
- 岸大将（きしたかの）
- 京極風斗（9番街レトロ）
- こたけ正義感 ★
- ショウジ
- 高野正成（きしたかの）
- 古市勇介（金魚番長）
- 村田大樹（とんかつ街道）★
- ヤザキ（ゼンモンキー）
- ヤジマリー。（スカチャン）
- ユーヤ（エスファイブ）
- 横山和紀（モンダナ）
- 吉原怜那（ダウ90000）★(3位)
- よじょう（ガクテンソク）

#### 出演者（2024年）
- 阿部芳美（中京テレビアナウンサー）[tw 132]
- 高橋凛[tw 133]（布団ガール）
- 竹内涼真・黒羽麻璃央[49] -『劇場版 君と世界が終わる日に FINAL』の宣伝を兼ねたVTR出演
- OFR48[50] - アイドルの掟・VTR出演
- ひろゆき
- Piace[51] - VTR出演

#### チャレンジ企画（2024年）
参加者
深夜も眠らせない芸人ネタ祭り
- いちばんかわいい
- 橘井と小池 (おもしろ荘優勝者)
- 豪快キャプテン
- スカチャン
- ツンツクツン万博
- ハリウッドザコシショウ

### 日本で一番早いお笑いバトル!フットンダ王決定戦2025

#### 解答者（2025年）
★ワイルドカード争奪者の勝者、◯は決勝進出者となっている。
Aブロック
- ガク（真空ジェシカ）
- 川北茂澄（真空ジェシカ）◯第14代フットンダ王
- タカ（タカアンドトシ）
- 長谷川雅紀（錦鯉）
- 吉村崇（平成ノブシコブシ）
- 渡辺隆（錦鯉）

Bブロック
- サーヤ（ラランド）
- 佐々木隆史（エバース）
- なかむら☆しゅん（9番街レトロ）
- ニシダ（ラランド）
- 松井ケムリ（令和ロマン）◯
- 脇田（シシガシラ）

Cブロック
- 稲田美紀（紅しょうが）
- 兎（ロングコートダディ）
- 熊元プロレス（紅しょうが）
- 阪本（マユリカ）
- 堂前透（ロングコートダディ）◯
- 中谷（マユリカ）

Dブロック
- 井口浩之（ウエストランド）◯
- エース（バッテリィズ）
- 芝大輔（モグライダー）
- 塚本直毅（ラブレターズ）
- 寺家（バッテリィズ）
- 溜口佑太朗（ラブレターズ）

Eブロック
- アタック西本（ジェラードン）
- かみちぃ（ジェラードン）
- 出井隼之介（ヤーレンズ）◯
- とにかく明るい安村
- 楢原真樹（ヤーレンズ）
- 信子（ぱーてぃーちゃん）

Fブロック
- 岩井勇気（ハライチ）
- 太田博久（ジャングルポケット）
- お抹茶（トンツカタン）★
- 京極風斗（9番街レトロ）★◯
- きょん（コットン）
- 西村真二（コットン）

ワールドカード争奪出場者
- 太田博久・おたけ（ジャングルポケット）（MC）
- お抹茶（トンツカタン）★
- カルロス三好（オキシジェン）
- 京極風斗（9番街レトロ）★
- 後藤拓実（四千頭身）
- なかむら☆しゅん（9番街レトロ）
- にこにこーちゃん（いちばんかわいい）
- 日本一おもしろい大崎（ちゃんぴおんず）
- 藤岡イサム
- 真輝志
- ムニマル
- 山根リチャード（ナナ）
- 竜大（プリズンクイズチャンネル）

#### 出演者（2025年）
- こりゃめでてーな（埼玉県住みます芸人）- 中継リポーター
- 阿部芳美（中京テレビアナウンサー）
- 佐野なぎさ
- 吉野北人・志田彩良
- 安田淳一
- ミニタニ - 大谷翔平モノマネ芸人

#### チャレンジ企画（2025年）
参加者
深夜も眠らせない芸人ネタ祭り
- キンタロー。
- 戦慄のピーカブー
- そいそ〜す
- パーティーパーティー
- ハリウッドザコシショウ
- よぴぴ&ポポポー

### フットンダ王決定戦優勝者一覧
- 3回
  - 井上聡（次長課長）（2013・2014・2016）
  - 川島明（麒麟）（2015・2018・2020）
- 2回
  - 板倉俊之（インパルス）（2017・2019）
  - ケンドーコバヤシ（2012・2021）
  - 粗品（霜降り明星）（2022・2023）
  - 川北茂澄（真空ジェシカ）（2024・2025）
- 1回
  - 岩井勇気（ハライチ）（2020）

## 関連商品
- フットンダ タカアンドトシが選ぶゴールドモジりベスト10（よしもとアール・アンド・シー、2009年12月23日発売[52]）：番組初のDVD。
- フットンダ タカアンドトシが選ぶゴールドモジりベスト10 第2弾（よしもとアール・アンド・シー、2010年9月22日発売[53]）：番組DVD第2弾

## 視聴者参加型投稿サイト

### レギュラー放送終了時点
イジり列伝
隔週水曜日21:00頃にお題を3個発表し、翌週火曜18:00頃まで投稿を受け付ける。採用されれば3〜5フトンポイントを入手でき、貯めたフトンポイントの積算量により称号獲得のほか、デジタルコンテンツをダウンロードできる。
称号一覧
1. 足軽（0〜14フトン）
2. 足軽大将（15〜29フトン）
3. 武士（30〜49フトン）
4. 大将（50〜99フトン）
5. 大名（100〜149フトン）
6. 100万石大名（150〜199フトン）
7. 将軍（200〜249フトン）
8. イジり神（250フトン以上）

### 以前
モジりスタジアム
Yahoo! JAPANが運営していたお笑いサイト「Yahoo!バラエティ」と連携し、2009年12月3日にサービス開始。隔週木曜日に発表されるお題に視聴者がモジりを投稿する。投稿作品には番組の構成作家からツッコミが入るほか、タカアンドトシが投稿者の中から「ベストモジりスト」を決定し、2週間後の金曜日に発表される。選定の様子や「ベストモジりスト」へのタカアンドトシからのコメントも動画としてアップされていた。